# La vera costanza
La vera costanza («La verdadera constancia»), Hob. 28/8, es un drama jocoso operístico de Joseph Haydn. El libreto en italiano fue una versión acortada de uno de Francesco Puttini al que puso música Pasquale Anfossi para la ópera homónima estrenada en Roma en el año 1776. La historia explora los problemas de una heroína sentimental abandonada por un amante enloquecido.

## Historia
La obra se escribió para la corte de los Eszterházy y se estrenó el 25 de abril de 1779. Fue repuesta allí en abril de 1785 cuando Haydn aparentemente tuvo que recrear gran parte de la ópera de memoria, pues el original se perdió en gran medida. Se representó en Presburgo, Budapest, Viena y Brünn entre 1786 y 1792 bajo el título Der flatterhafte Liebhaber. En París en 1791, fue representada como Laurette.
La ópera se grabó en mayo de 1976 por Philips en asociación con la Radio Suisse Romande y la Unión Europea de Radiodifusión. Desde 1980 la ópera se ha repuesto en la escena de Lyon (1980), Asís (1982) y Viena (1982). La Ópera Clásica de Bampton dio representaciones en 2004, en inglés.
Esta ópera rara vez se representa en la actualidad; en las estadísticas de Operabase aparece con sólo 3 representaciones en el período 2005-2010.

## Personajes
| Personaje                                 | Tesitura | Elenco del estreno, 25 de abril de 1779 (Director: – ) |
| ----------------------------------------- | -------- | ------------------------------------------------------ |
| Conde Errico, esposo secreto de Rosina    | tenor    | Andrea Totti                                           |
| Rosina, una pescadora                     | soprano  | Barbara Ripamonti                                      |
| Baronesa Irene, tía del conde Errico      | soprano  | Catharina Poschva                                      |
| Lisetta, doncella de la baronesa          | soprano  | Marianna (Anna) Zannini                                |
| Marqués Ernesto, amigo de Errico          | tenor    | Vito Ungricht                                          |
| Masino, pescador, hermano de Rosina       | tenor    | Leopold Dichtler                                       |
| Villotto, un caballero rico pero estúpido | bajo     | Benedetto Bianchi                                      |

## Contexto histórico - artístico.

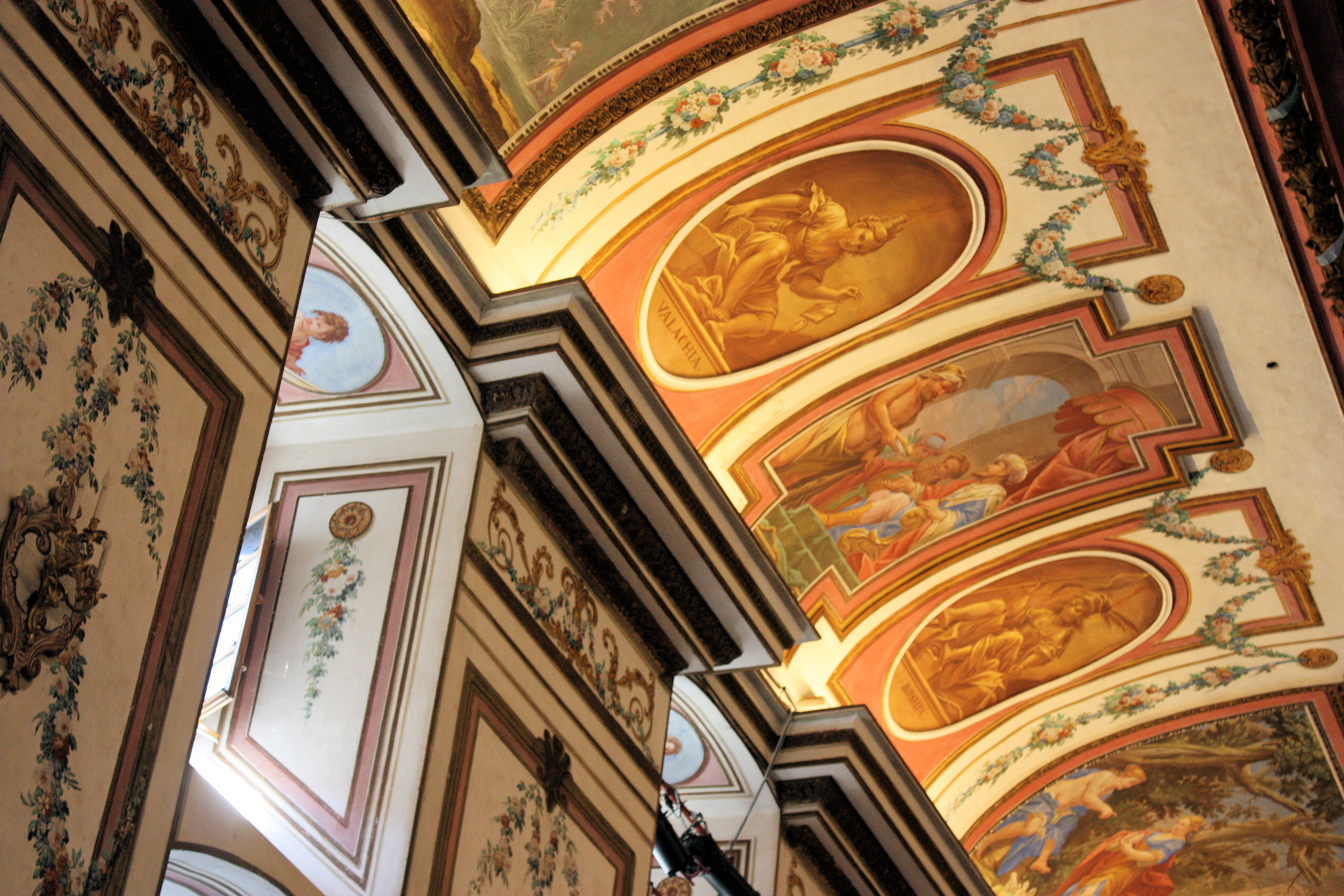
Haydnsaal del Palacio Esterházy en Eisenstadt.

"La Vera Costanza", quinto “dramma giocoso” de Haydn, es una obra clave en la evolución del género operístico, la variedad de arias, la caracterización de los personajes, el pulso dramático, el refinamiento y la potencia de la orquesta, el desarrollo sinfónico y la abundancia y complejidad de los conjuntos vocales la convierten en pionera de la ópera moderna, tal y como la entendemos hoy.
Los números musicales se suceden con agilidad, las arias son concisas, alternan con breves recitativos “secco”, conjuntos vocales y sus novedosos recitativos “accompagnati" con desarrollo temático, marca de la casa Haydn, que dibujan hasta el más mínimo detalle los procesos anímicos por los que pasan los héroes y heroínas de esta ópera. Es una novedad total, prueba irrefutable de la originalidad del genio de Rohrau que no cesa de crear nuevas formas, estructuras y medios de expresión.
La vía abierta por “Il mondo della luna” se ve potenciada más aún en esta obra, el equilibrio entre lo serio y lo bufo alcanza su plenitud en “La vera costanza”, esto queda especialmente patente en las tonalidades por las que transita la obra, en el dramatismo de las "escenas - monólogo" pre-románticas con el "accompagnato" haydniano (siempre de gran profundidad psicológica), en la variedad de arias y conjuntos, y muy en particular, en los deslumbrantes “Finale” de acto, de enormes dimensiones, gran dinamismo y complejidad de escritura que crean un efecto acumulativo que conduce a una explosión final con todos los personajes en escena.
Desgraciadamente esta obra se interpreta muy poco, en parte por el conservadurismo de los grandes teatros que repiten hasta la saciedad los mismos títulos de siempre (Bodas de Fígaro, Barbero de Sevilla, Norma, Carmen, Bohème, Traviata, Cavaleria, etc.…) y por otro lado, el desconocimiento del gran repertorio de la segunda mitad del XVIII, reducido a 5 o 6 títulos de Mozart y 2 o 3 de Gluck y una casi total ausencia de las obras maestras de Haydn, tan fundamentales como las de los anteriormente citados.
En esta obra el compositor dirige su crítica hacia los abusos de la aristocracia, adelantándose a las preocupaciones sociales presentes en las “Bodas De Fígaro” de Mozart o en “Fidelio” de Beethoven. El estamento noble queda representado principalmente en las figuras del conde Enrico y la baronesa Irene, mientras Rosina y Masino son la personificación del pueblo llano que sufre por los caprichos de la alta sociedad. El compositor, siempre consciente de su origen humilde, se muestra crítico con la clase poderosa a través de esta trama en la que unos personajes ensoberbecidos juegan con las vidas de las personas sencillas como si fueran títeres, concertando absurdas uniones para romper el vínculo evidente que existe entre la pareja protagonista.
Como es habitual en sus óperas, Haydn no juzga ni castiga, expone los hechos, las actitudes y las consecuencias que de estos se derivan, dejando en evidencia las contradicciones del género humano y sus absurdas convenciones sociales. Procede como un filósofo de la música, se aparta de la idea inmadura de “bondad versus maldad" como categorías absolutas, dotando a los personajes de una psicología compleja y ambigua independientemente del estamento social al que pertenecen. No evita ridiculizar a un conde pero tampoco a un humilde y aparentemente bondadoso pescador. El gran mérito de Haydn es conseguir este entramado psicológico por medios puramente musicales, con una orquesta que continuamente describe emociones y situaciones.
La calidad del libreto ha sido habitualmente objeto de críticas, más o menos acertadas, se le ha considerado carente de teatralidad, complicado e incoherente. Independientemente de la su calidad poética, el libreto tiene las suficientes cualidades para crear escenas contrastadas y mantiene la intriga hasta el final. Haydn siempre tuvo inclinación hacia los libretos que resaltan por la crítica social, y solía escoger aquellos en los que hay una caracterización de personajes interesante y ambigua, o con posibilidades de profundización psicológica, y en este aspecto "La vera Costanza" de Puttini en la adaptación confeccionada para Haydn cumple suficientemente con lo anterior. 

## La música

La vera costanza, libreto 1779.

La ópera está estructurada en arias de gran libertad formal, breves recitativos “secco”, recitativos “accompagnati”, conjuntos vocales (un sexteto, un quinteto, dos duetos y septeto final) que culminan en los grandes “Finale” de los actos 1 y 2, verdaderas joyas del género, repletos de conjuntos vocales que avanzan a través de un desarrollo sinfónico en números que se suceden sin solución de continuidad, en el segundo Finale aparecen ya por vez primera relaciones de 3ª entre secciones, una idea genial que permite cambiar de tonalidad sin romper la fluidez musical. 
Esta ópera es un melodrama refinado y aristocrático, como corresponde a un argumento en el que la mayor parte de los protagonistas pertenecen a este estamento. Tal vez sea la ópera más sofisticada de Haydn. 
Acto 1
Ese toque aristocrático mencionado más arriba es lo que caracteriza a la Obertura, refinada y ágil, estructurada en dos partes contrastantes; la primera (Presto), es rápida y picante y una segunda parte en tempo de minuetto (Allegretto), elegante y sofisticada. El minuetto enlaza directamente con el Sexteto inicial (Allegro moderato), un magnífico número que describe una tormenta marina y que nos presenta los personajes principales a través de una música muy enérgica y de sonoridad ampulosa, cada uno de ellos se mueve en un registro propio e interactúa con los demás en un alarde de estructura dramática de gran virtuosismo en su escritura.
El carácter impositivo y arrogante de la baronesa Irene queda descrito finamente en su aria “Non s’innallza” en SI b M, de tempo ágil y música enérgica. Contiene difíciles coloraturas para la cantante.
El aria de Masino “So che una bestia sei” que le sigue es cómica y paradójica, pues el pescador se queja de la brusquedad y poca inteligencia del potentado Villotto en una ácida caricatura de esos ridículos “nuevos ricos” que ya pululaban por la sociedad de finales del XVIII y que lo siguen haciendo a día de hoy. Paradójicamente el rudo pescador le da una lección de educación al esperpéntico personaje de Villotto. La música es chispeante y hace gala del mejor humor haydniano.
A la anterior aria responde Villotto con su “Non sparate, mi disdico” en la que el personaje queda retratado como una persona cobarde y patética, gracias a una música frenética y divertida que añade acción a la escena, evitando que se produzca una relajación del pulso dramático. La segunda parte del aria es aún más alocada, en un tempo aún más rápido, y en el mejor estilo cómico italiano.
Aparece Lisetta con su aria “Io son poverina” sencilla y elegante como corresponde al personaje, la camarera de la baronesa Irene. La música pertenece a la tradición austríaca popular, en forma estrófica con un episodio en menor.

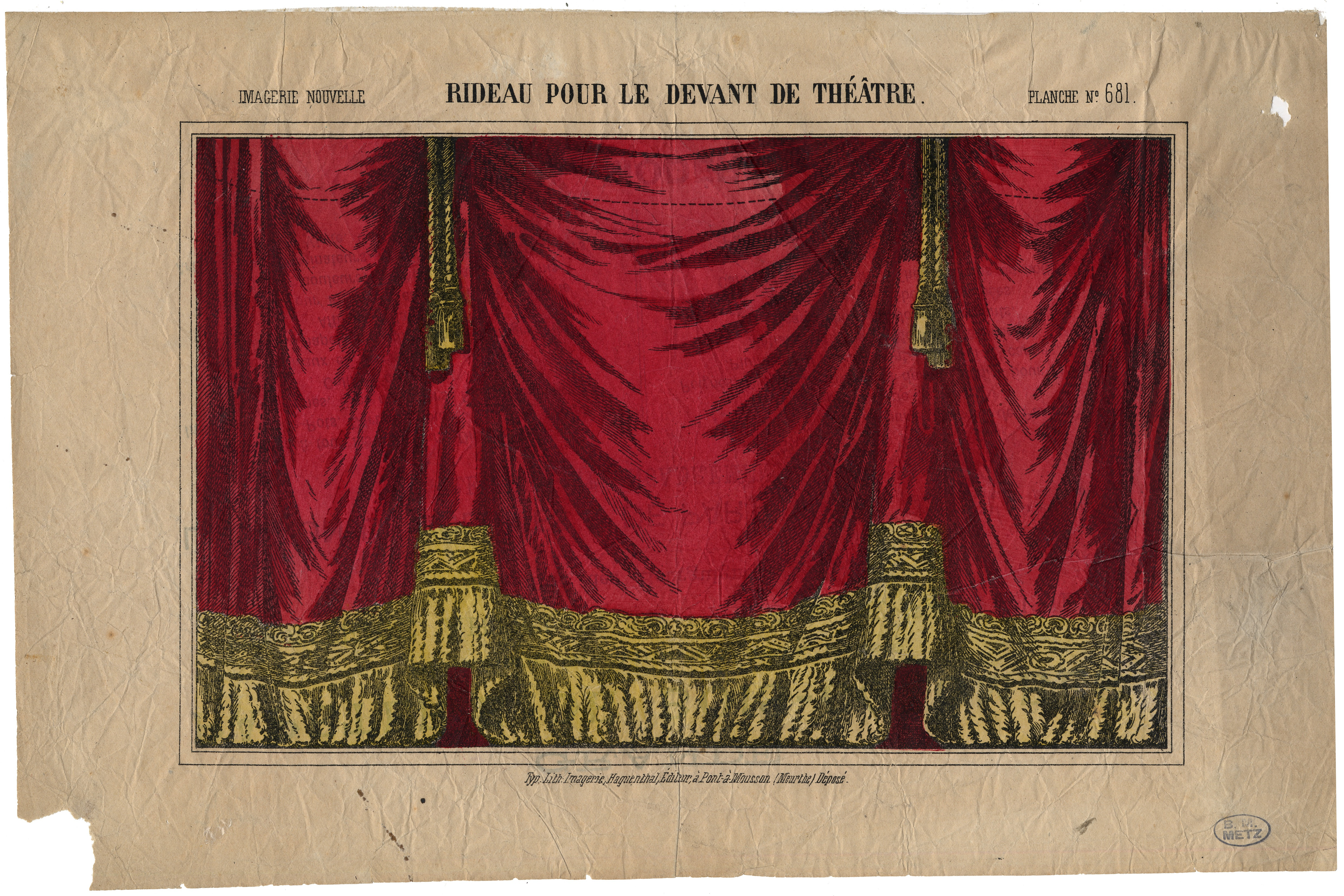
Élie Haguenthal. Telón de escenario.

Entra el Enrico y nos ofrece una magistral escena en la que la música describe la grave inestabilidad psicológica del conde. Su accompagnato “Mira il campo, all'intorno”, en donde compara la conquista del amor con la guerra es cómica y patética a la vez. El texto le brinda a Haydn la oportunidad de lucirse con una música descriptiva y gracias a una orquesta llena de recursos expresivos. Acto seguido irrumpe la impetuosa aria “A trionfar t’invita” realzada con trompas, trompetas doblando a estas y timbales, una novedosa “aria di guerra” en 3 secciones extremadamente contrastadas: la primera es marcial con coloraturas del tenor y toques de trompeta al ritmo de los timbales y adornos de los oboes. La segunda es un remanso de lirismo con un bellas intervenciones del oboe. La tercera es un brusco arrebato de ira, con difíciles agilidades del tenor hacia el final y sustentado en una orquesta agresiva y amenazante que culmina en un episodio final grandioso, de sonoridad puramente "beethoveniana". 
Tras este gran momento de la ópera entra Rosina con un recitativo junto a Lisetta, en el que se lamenta por el desprecio que acaba de sufrir por parte del conde Enrico (su marido en secreto con el que tiene un hijo). El aria que le sigue “Con un tenero sospiro”, en La mayor, es bipartita con dos secciones muy contrastadas, la primera en tempo andante es una amarga queja por el desamor sufrido, mientras que la segunda “Come oh Dio potè l’ingrato” comienza súbitamente en tempo agitado y culmina en otro episodio arrebatado y dramático; es como una contrapartida de este personaje femenino a la escena anterior de Enrico.
Tras un recitativo de Rosina con Villotto y Masino comienza el Finale del 1º Acto. Está estructurado en 8 secciones, de tempos contrastantes y tonalidades que se suceden a intervalos de 5ª. Entre las secciones rápidas se intercalan números a tempo más lento que crean grandes contrastes de carácter que tonifican el pulso dramático y que ayudan a aumentar paulatinamente la tensión y el dramatismo conforme se acerca el final. El instinto teatral de Haydn en los Finale es infalible, domina como nadie la ciencia de construcción de grandes estructuras en las que la tensión se acumula hasta llegar al paroxismo final: Los personajes se van sumando poco a poco hasta la conclusión en la que todos participan a la vez. La orquestación de este Finale es muy refinada, la armonía abunda en cromatismos y modulaciones muy atrevidas y los momentos dramáticos anuncian el futuro advenimiento de Beethoven. 
Acto 2
Un divertido duetto (de nuevo entre Masino y Villotto), abre el 2°acto, con gran instinto escénico, a través de un juego de réplicas entre los dos personajes que cantan en registros diferentes y acompañados de una ágil orquesta con un constante fluir de semicorcheas, en otra muestra de la energía inagotable del genio austríaco.
Tras un recitativo entra Ernesto, el marqués enamorado de la baronesa Irene, que suplica a Rosina que acepte la mano de Villotto, condición que ha puesto Irene a modo de presión antes de aceptar el compromiso con Ernesto. El aria “ Per pietá, vezzosi rai” resulta enternecedora, aúna lirismo y delicadeza tanto en la línea vocal como en el sutil acompañamiento orquestal, coloreado con las maderas y trompas.
El frenético quinteto “Va, pettegola insolente” dispone la intervención de todos los personajes uno tras otro cantando la misma melodía en modo hostil hacia Rosina, acaba el número con una arrebatada orquesta que se suma también al hostigamiento a Rosina, como si fuera un personaje más, otra muestra de la imaginación y originalidad del genio de Rohrau..

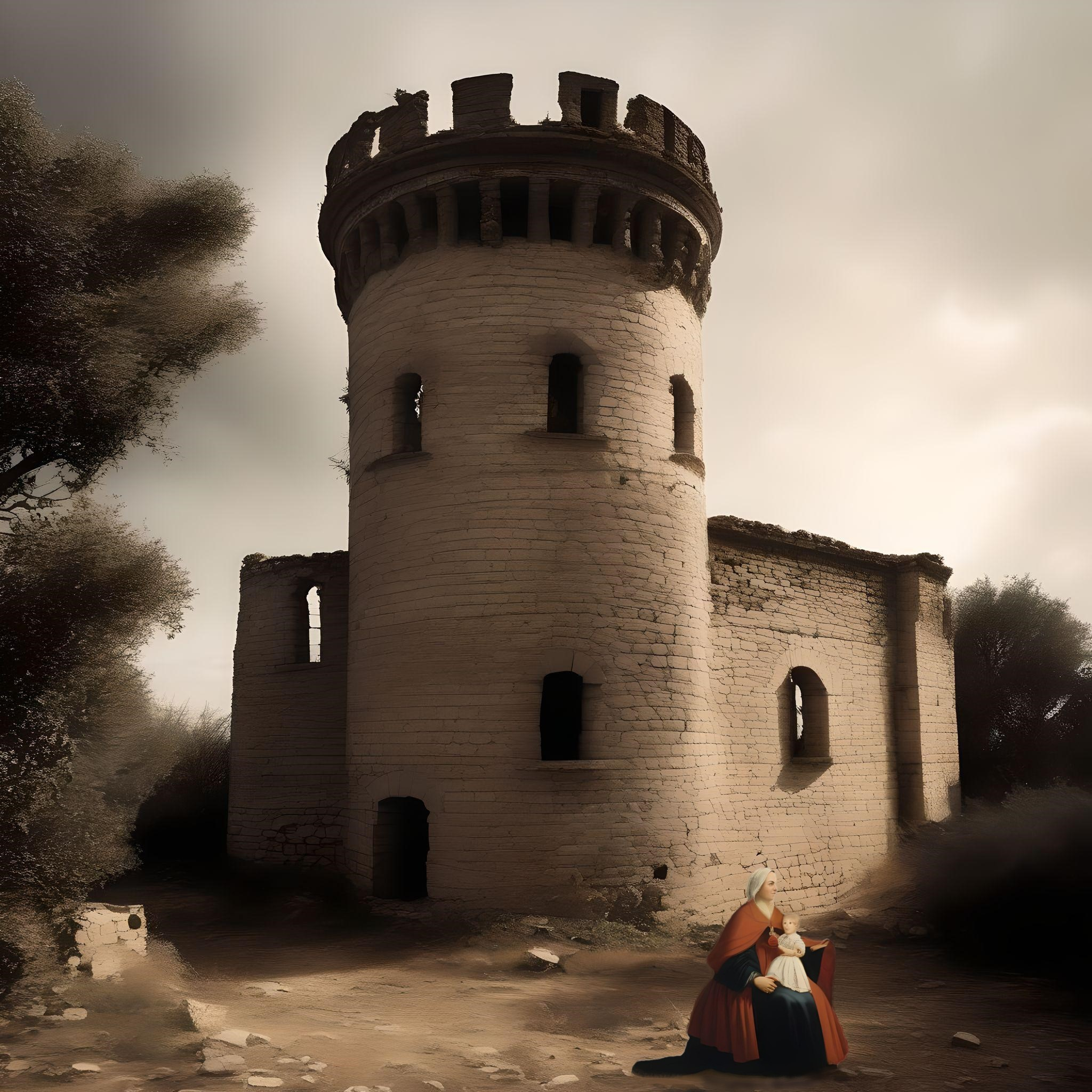
Rosina y su hijo junto a una torre en ruinas.

El abatimiento psicológico de Rosina queda plasmado en la escena siguiente con el “accompagnato” magistral “MIsera chi m’aiuta” que traduce en música todo el trance emocional por el que pasa la heroína tras el desprecio de todos los que le rodean y que la acusan injustamente. Desemboca abruptamente en la dramática aria “Dove fuggo” en Fa menor, “tonalidad de la muerte,” en la que contempla la idea del suicidio, idea que rechaza solo al pensar en su hijo. Es una música arrebatadora a ritmo muy rápido de carácter romántico y apasionado; otro ejemplo de anticipación a una nueva estética que irrumpirá en poco más de 3 décadas. 
La segunda aria de Villotto “Già la morte in manto nero” en Mi b M nos muestra al débil personaje en una nueva faceta conmovedora, gracias a una música mágica con un diseño en la figuración de los violines doblados a la octava que nos envuelve y parece dibujar el manto negro de la muerte de forma poética. Dentro de este contexto trágico no faltan detalles cómicos que añade Haydn de manera sutil. La segunda parte del aria es en tempo “Vivace” y nos devuelve de nuevo al Villotto que conocimos en el 1º acto. Todos estos detalles hacen de este personaje un gran hallazgo dramatúrgico. 
La siguiente escena es el accompagnato “Ah non m’inganno, è Orfeo” y el aria “Or che torna il vago Aprile” con música de Pascuale Anfossi, que compuso una ópera homónima 3 años antes que Haydn, no sabemos si el autor austríaco intercambió o regaló su propia música a otro autor, cosa habitual en la época, pero de momento no ha aparecido el original. Algo parecido sucedió con el Duetto “Quel tuo visetto amabile” de la ópera “Orlando Paladino” de la que Haydn arrancó sus páginas y lo regaló a Vicente Martín y Soler para su ópera “Il burbero di buon cuore”. También puede ser que tras el incendio del teatro de ópera de Esterháza en el que se quemaron numerosas obras de Haydn, la partitura de La vera Costanza quedó tan dañada que tuvo que ser reescrita de memoria en dos tercios de la música y que por falta de tiempo antes del estreno decidiera insertar la escena de Anfossi para ahorrarse trabajo. La música de Anfossi, escrita en su habitual estilo italiano-napolitano, está muy lejos del estilo sinfónico-vocal moderno del genio austríaco.

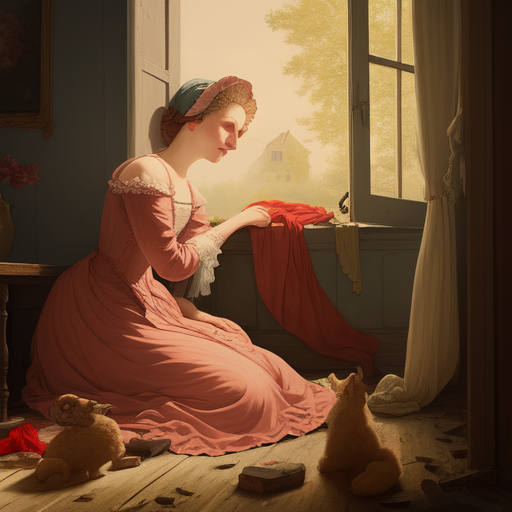
Rosina abandonada y en la miseria.

A continuación viene la amplia escena pre-romántica de Rosina consistente en el accompagnato “Eccomi giunta al colmo”, la emotiva  aria “Care spiagge, selve, addio” y el accompagnato “Caro figlio, partiamo”. De nuevo la orquesta describe al milímetro todas las emociones de la protagonista en los accompagnati y subraya el abatimiento total de Rosina en el aria gracias a una bella y desolada melodía que entonan los violines al unísono con la voz; el sencillo acompañamiento más la noble melodía de la soprano y los violines crean una atmósfera de abandono muy realista. Rosina, ya enferma, se esconde con su hijo en una torre en ruinas. Un último recitativo “secco” nos separa del comienzo del magnífico Finale del acto 2º.
El Finale del acto está también articulado en 8 secciones unidas por un mismo impulso sinfónico. 
Las secciones 2 a 4 se enlazan a través de intervalos de 3ª, lo mismo ocurre con la 6ª, este dato anuncia lo que será la nueva y genial innovación de los Finale posteriores a la Vera Costanza, como los gigantescos Finale de los Actos 1 y 2 de “La Fedeltà Premiata” articulados enteramente en intervalos de 3ª. 
Las secciones 1 a 3 progresan en velocidad y dramatismo, la siguiente en tempo adagio es el centro emocional del Finale, un bello diseño melódico describe la súbita nostalgia y preocupación de Enrico por la ausencia de Rosina. Con la repentina aparición del hijo crece la esperanza de encontrar a la esposa abandonada, la cual termina apareciendo en escena, sana y salva, entonando la misma melodía de su marido. Acto seguido se abrazan y celebran la renovación de su amor con una nueva música en tempo allegro de carácter jubiloso. 
La siguiente sección interrumpe el idilio de la pareja con una disonancia inicial sobre Si b que crea de nuevo expectación y cambia drásticamente de atmósfera. Volvemos a la tensión con la aparición del resto de personajes que sorprenden al conde en un inesperado idilio con la humilde pescadora. Una nueva sección debuta con una música hostil que crece por momentos en sonoridad y que posiciona a todos en contra de la extraña pareja, la música describe el momento en que los personajes hostiles le declaran la guerra a los enamorados. Acto seguido comienza la magistral sección 8ª y última, que comienza con un canon en el que se van sumando uno a uno todos los personajes creando un efecto de crescendo dramático que culmina en la Coda final con una orquesta a plena potencia.
Acto 3º
Al igual que en “Il Mondo Della Luna” este tercer acto es simplemente el desenlace de la acción, es breve y propone la reconciliación de los protagonistas de esta ópera. 
Comienza con un recitativo “secco” del conde y Rosina. A continuación llega el bello y emotivo dúo de amor de Rosina y Enrico en Si b M “Rosina vezzosina” en dos secciones: lenta y lírica la primera y rápida y alegre la segunda con el colorido de los vientos y maderas imitando la sonoridad de las campanas de boda. Esta música está compuesta en una tonalidad que comienza a ser muy importante para Haydn, Si b M, la misma en la que escribirá varias de sus mejores obras posteriores, como las Sinfonías 98 y 102, la Sinfonía Concertante o las grandes misas sinfónicas como la "Theresienmesse" de 1799 o la "Harmoniemesse" de 1802, su última magna obra completa.
Un último recitativo “secco” nos conduce al jubiloso y conciso Coro final a 7 voces “Ben che gema un’alma oppressa” en Sol M, tonalidad luminosa que va a juego con el folclore popular y la sencillez, que es la que termina triunfando sobre las artimañas e intrigas de palacio. El Si b Mayor, tonalidad dorada y fastuosa del principio de la ópera termina sucumbiendo ante el Sol Mayor, tonalidad pastoral, fresca y optimista de la gente sencilla, tonalidad que restablece el orden natural y la virtud del amor sincero en esta obra maestra.

## Orquestación
La obra es compuesta para 7 solistas vocales, 2 flautas, 2 oboes, 2 fagots, 2 trompas, 2 trompetas, timbales, continuo (cello y clave) y cuerdas.